# Кантарелальні
Кантарелальні (Cantharellales) — порядок базидіомікотових грибів класу агарикоміцети (Agaricomycetes).

## Класифікація
Станом на 2008 рік порядок містить 7 родин, 38 родів, та 544 видів.
Родини:
- Aphelariaceae
- Botryobasidiaceae
- Cantharellaceae — Лисичкові
- Ceratobasidiaceae
- Clavulinaceae
- Hydnaceae
- Tulasnellaceae

Роди inserta sedis^
- Burgella Diederich & Lawrey (2007)
- Minimedusa Weresub & P.M.LeClair (1971)
- Odontiochaete Rick (1940)
- Radulochaete Rick (1940)